# Pac-Man World
Pac-Man World is een 3D-platformspel voor de PlayStation. Het spel werd uitgebracht als viering van Pac-Man's 20-jarige bestaan. Er verscheen ook een uitgeklede Game Boy Advance-versie in 2004.
De Playstation-versie verscheen in Japan op 26 juni, 2013, en in Amerika op 11 februari, 2014, voor de PlayStation Store. Versies voor de Nintendo 64, Sega Dreamcast en Microsoft Windows stonden in de planning, maar werden nooit uitgebracht.

## Verhaal
Pac-Man komt thuis op zijn 20e verjaardag, maar ontdekt bij aankomst dat zijn familie en vrienden ontvoerd zijn door de kwade Toc-Man, een gigantische robot die Pac-Man nadoet. De robot is ontwikkeld door Orson, die Pac-Mans identiteit wil stelen. Pac-Man haast zich naar Ghost Island om zijn familie en vrienden te redden, terwijl hij allerlei geesten en monsters moet verslaan.

## Gameplay
Het spel is een standaard 3D-platformer die vaak teruggrijpt op de geschiedenis van de spelserie; Elk level (met uitzondering van de baaslevels) bevat een doolhof in de stijl van het originele arcadespel (hoewel de spelers nu vier keer de geesten kunnen aanraken voordat ze hebben verloren). Elk level zit ook weer vol Pac-stippen, fruit en geesten. De meeste muziek is een remix van eerdere delen in de serie, en het originele Pac-Man-arcadespel is speelbaar vanaf het menu.
Pac-Man heeft ook een handjevol nieuwe moves gekregen, waaronder een "butt-bounce", wat lijkt op de ground pound van Mario, en de "Rev-Roll", wat lijkt op de spin dash van Sonic the Hedgehog. Ook kan Pac-Man de stippen nu als aanval gebruiken, door ze te gooien naar vijanden, met uitzondering van geesten. Net als in het origineel, kan Pac-Man Krachtsnoepjes gebruiken om geesten te eten voor een kort poosje. Dit is ook de enige manier om geesten uit te schakelen.
De lay-out is vrij simpel; elke wereld bestaat uit drie à vier levels. Het eerste level in een wereld introduceert een nieuwe techniek of vijandtype. Het tweede en derde level maakt goed gebruik van die techniek, en kan niet gehaald worden zonder. Het vierde level is een baasgevecht die op een bepaalde manier verslagen moet worden.
Het tweede level bevat ook een sleutel die, hoewel niet noodzakelijk om het spel uit te spelen, nodig is om een vriend van Pac-Man te redden die in het derde level gevangen zit. Elk bevrijd personage helpt Pac-Man dan in het eindgevecht tegen Toc-Man. Er zijn echter een paar uitzonderingen, zoals de Ruins-, Factory- en Space-levels.

## Ontvangst
Pac-Man World heeft over het algemeen positieve recensies ontvangen. GameSpot gaf dit spel een 7.6/10, en schreef: "Pac-Man World is een leuk, klein spelletje met genoeg frisse vernieuwingen."
IGN gaf dit spel een 7.8/10 met de toelichting: "Een gepaste, hoewel soms onregelmatige, tribuut aan de man waarmee het allemaal begon".
Ook vond IGN dat de gameplay meer het neefje is van Super Mario World dan van Super Mario 64. Hun reactie op de presentatie was "Een '80-flair die laat zien hoe creatief ontwikkelaars toen waren."